# 芝川駅
芝川駅（しばかわえき）は、静岡県富士宮市羽鮒にある、東海旅客鉄道（JR東海）身延線の駅である。
富士方面からへの折返し列車も平日は朝夕で1本ずつ、土休日は夜に1本ずつ設定されている。普通列車のみが停車する。

## 歴史
当駅は、かつては急行「富士川」の停車駅であったが、1995年（平成7年）、「富士川」が特急に格上げされると通過駅（客扱いが無い）とされ、普通列車のみの停車駅となった。

### 年表

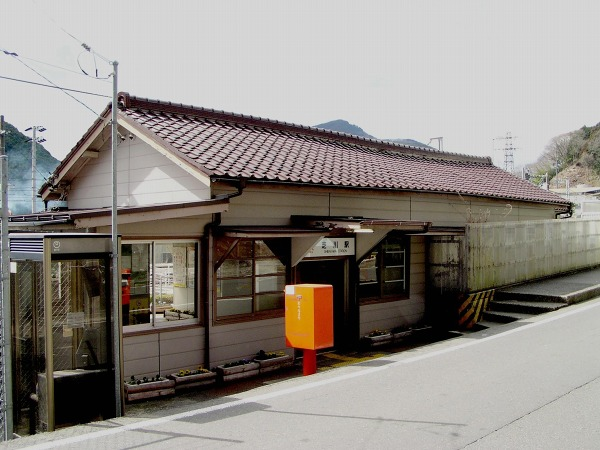
旧駅舎（2006年3月）

- 1915年（大正4年）3月1日：富士身延鉄道線が大宮町駅から開通し、その終着駅として開設[1][2]。旅客・貨物取扱開始[2]。
- 1918年（大正7年）8月10日：富士身延鉄道線当駅 - 十島駅間開通[1]。
- 1938年（昭和13年）10月1日：富士身延鉄道を国が借上げ[1][2]。
- 1941年（昭和16年）5月1日：国有化、鉄道省身延線の駅となる[1]。
- 1972年（昭和47年）9月20日：貨物取扱廃止[2]。
- 1984年（昭和59年）2月1日：荷物扱い廃止[2]。
- 1987年（昭和62年）4月1日：国鉄分割民営化に伴い、JR東海が継承[1][2]。
- 1995年（平成7年）10月1日：急行「富士川」の特急への格上げに伴い普通列車のみの停車駅となる。
- 1998年（平成10年）：無人駅化。
- 2012年（平成24年）：駅舎を改築。

## 駅構造
島式ホーム1面2線と側線3本を有する地上駅になっている。線路はほぼ北西から南東に走り、駅舎は線路の北東側に設けられている。のりばは駅舎側が1番線、向かい側が2番線で、それぞれ富士方面、甲府方面列車が発着する。
平日は朝と夜に1本ずつ、土休日は夜に1本ずつ富士駅 - 当駅間列車が存在する。甲府方面は1日13往復である。
側線はいずれも駅の稲子方で本線から分岐したのち、沼久保方で再び本線に合流する形となっており、うち1本が駅舎と1番線の間に、2本が2番線の南側に敷かれており、南側の内側の側線は電化されている。
ホーム稲子方端は緩やかな坂となっており、これを下った所から駅舎へ、1番線と先述の側線1本を越えて構内踏切（遮断機・警報機付）が伸びている。現駅舎は簡易なものだが、旧駅舎は瓦葺の屋根が印象的な大きな木造建築なものの、無人化後窓口等は壁で塞がれてしまっていた。
その他駅構内沼久保方、島踏切脇には木造建物があり、身延工務区の芝川休憩所となっている。また駅舎沼久保方脇には独立したトイレがあり、稲子方脇には乗務員の宿泊所がある。

### のりば
| 番線 | 路線      | 方向 | 行先           |
| ---- | --------- | ---- | -------------- |
| 1    | CC 身延線 | 上り | 富士方面       |
| 2    | CC 身延線 | 下り | 身延・甲府方面 |

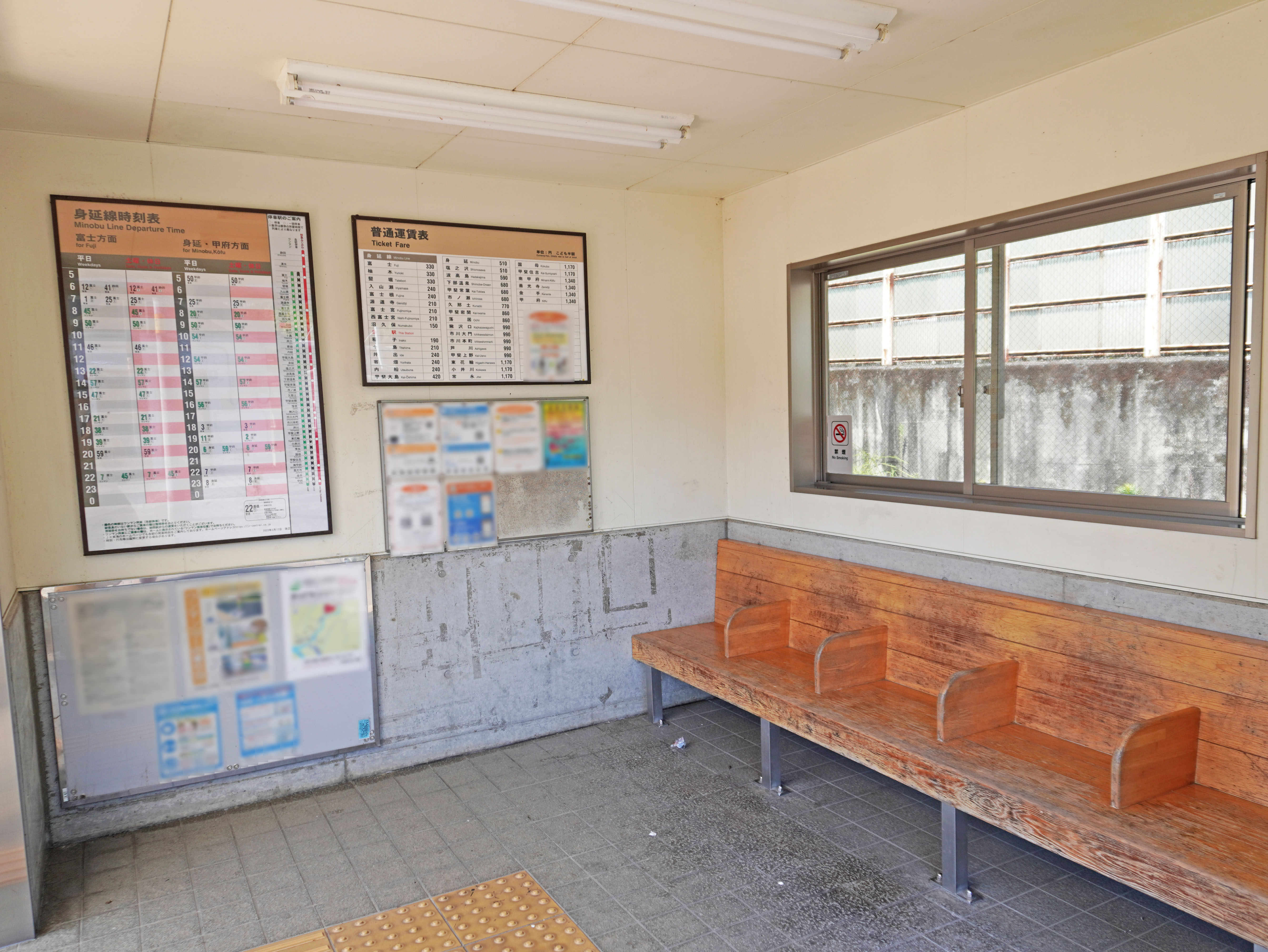
待合室（2022年9月）
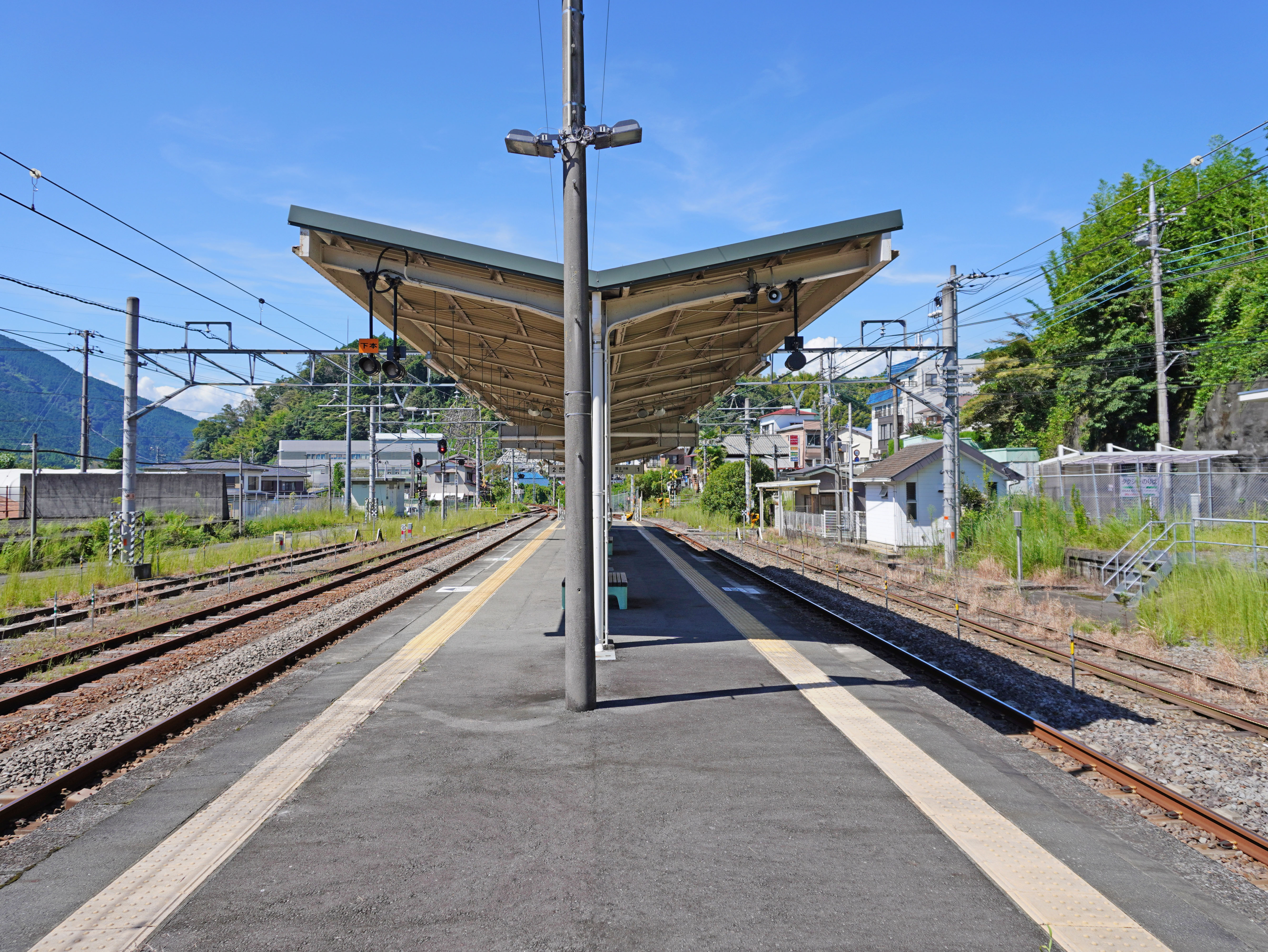
ホーム（2022年9月）
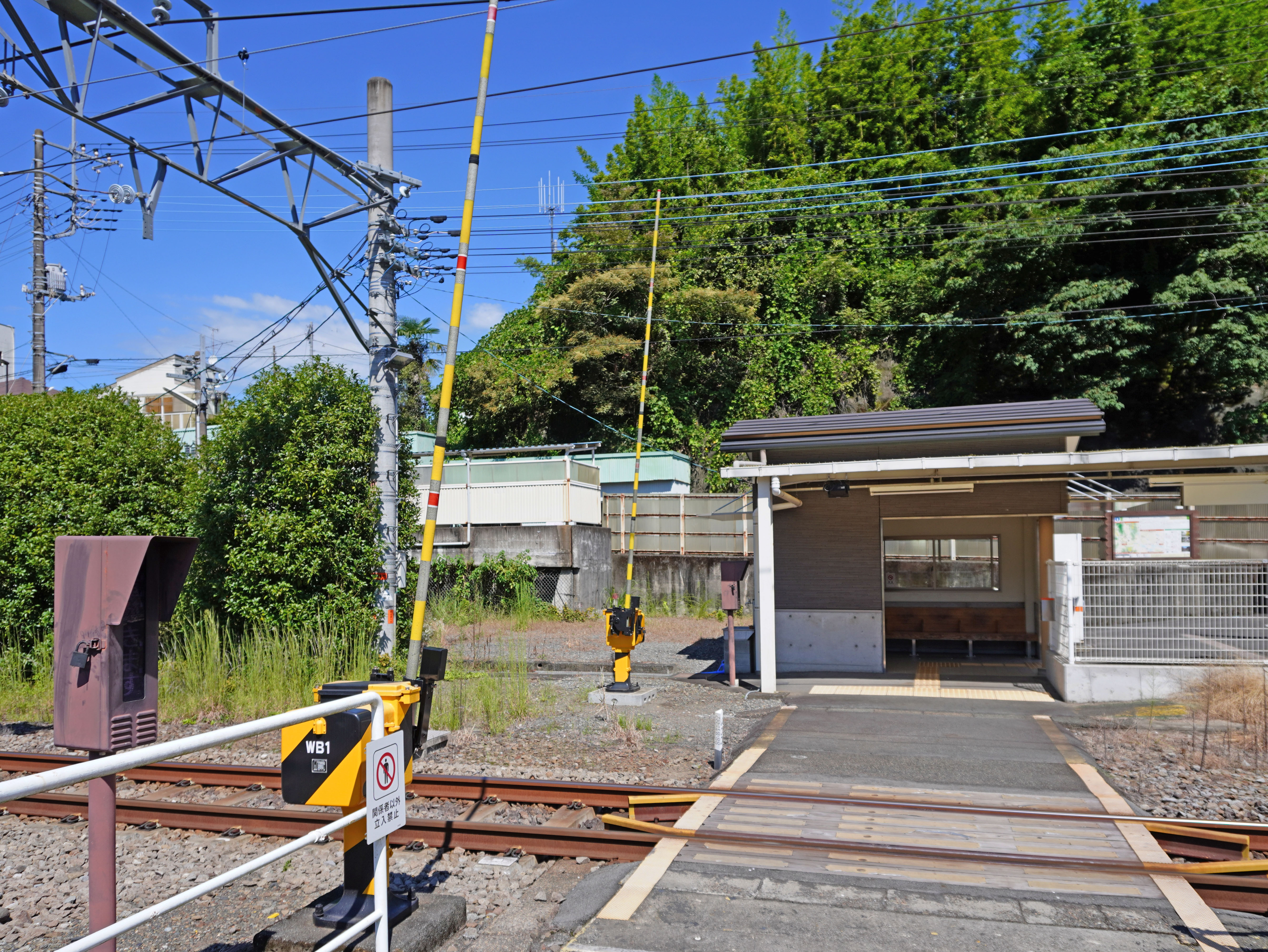
構内踏切（2022年9月）

## 利用状況
「富士宮市の統計」「静岡県統計年鑑」によると、2021年度（令和3年度）の1日平均乗車人員は113人である。
1993年度（平成5年度）以降の推移は以下の通り。なお、2001年度（平成13年度）- 2009年度（平成21年度）の統計は非公表である。
| 乗車人員推移       | 乗車人員推移     | 乗車人員推移 |
| 年度               | 1日平均 乗車人員 | 出典         |
| ------------------ | ---------------- | ------------ |
| 1993年（平成05年） | 571              | [ 4 ]        |
| 1994年（平成06年） | 534              | [ 4 ]        |
| 1995年（平成07年） | 491              | [ 4 ]        |
| 1996年（平成08年） | 493              | [ 4 ]        |
| 1997年（平成09年） | 456              | [ 4 ]        |
| 1998年（平成10年） | 404              | [ 4 ]        |
| 1999年（平成11年） | 361              | [ 4 ]        |
| 2000年（平成12年） | 319              | [ 4 ]        |
| 2001年（平成13年） | 非公表           | [ 4 ]        |
| 2002年（平成14年） | 非公表           | [ 4 ]        |
| 2003年（平成15年） | 非公表           | [ 4 ]        |
| 2004年（平成16年） | 非公表           | [ 4 ]        |
| 2005年（平成17年） | 非公表           | [ 4 ]        |
| 2006年（平成18年） | 非公表           | [ 4 ]        |
| 2007年（平成19年） | 非公表           | [ 4 ]        |
| 2008年（平成20年） | 非公表           | [ 4 ]        |
| 2009年（平成21年） | 非公表           | [ 4 ]        |
| 2010年（平成22年） | 200              | [ 4 ]        |
| 2011年（平成23年） | 188              | [ 4 ]        |
| 2012年（平成24年） | 198              | [ 4 ]        |
| 2013年（平成25年） | 178              | [ 4 ]        |
| 2014年（平成26年） | 153              | [ 4 ]        |
| 2015年（平成27年） | 144              | [ 4 ]        |
| 2016年（平成28年） | 156              | [ 4 ]        |
| 2017年（平成29年） | 159              | [ 4 ] [ 3 ]  |
| 2018年（平成30年） | 156              | [ 4 ] [ 3 ]  |
| 2019年（令和元年） | 154              | [ 4 ] [ 3 ]  |
| 2020年（令和02年） | 123              | [ 4 ] [ 3 ]  |
| 2021年（令和03年） | 113              | [ 4 ] [ 3 ]  |

## 駅周辺
富士宮市芝川地区中心部。駅周辺には商店等があり、富士宮市役所芝川出張所を始めとして芝川郵便局、富士宮市立芝富小学校、富士宮市立芝川中学校、富士宮警察署芝川町交番、富士宮市中央消防署芝川分署等の公的施設が集中している。駅裏手には、王子エフテックス東海工場芝川製造所がある。
芝川は駅の西200m程の所で富士川に注いでいる。芝川を遡る形で進むと4km程で西山本門寺、6km程で芝川甌穴、10km程で白糸の滝や音止の滝に至る。
駅前ではタクシーが客を待っていることがある。芝川タクシーの営業所は市役所芝川出張所の裏手にあり、駅から近い。
なお、駅に近い観光スポットとしては、駅の西700m程の場所にある富士川の釜口峡が挙げられる。

## バス路線
「芝川駅」停留所にて、宮バスの路線が発着する。
- 宮11芝富線：新田 ※平日土曜1本のみ運行
- 宮12稲子線：上稲子落合 ※平日土曜3本のみ運行
- 宮13香葉台線・宮14稗久保線：富士宮駅南口 ※平日土曜2本のみ運行
- 芝川会館 ※平日土曜のみ運行
  - 各路線日祝日と年末年始は運休。

## 隣の駅
東海旅客鉄道（JR東海）
CC 身延線
沼久保駅 - 芝川駅 - 稲子駅